# 9216 Масузава
9216 Масузава (9216 Masuzawa) — астероїд головного поясу, відкритий 1 листопада 1995 року.
Тіссеранів параметр щодо Юпітера — 3,607.